# 东方市场 (青岛)
36°03′43″N 120°19′32″E / 36.06194°N 120.32556°E
东方市场，又称东方菜市、东方大院，是位于中国山东省青岛市市南区龙口路20号的一座市场，建于1930年代，2007年拆除。

## 历史
东方市场原址原为一处居民院落。1929年4月，市政当局将该院落改为菜市场，定名为“东方市场”。1933年，青岛市政府将此处改建为二层市场楼（一说建于1930至1931年）。该楼主体二层，东侧门楼局部三层，局部设有地下室。平面呈“回”字形院落，东、南、北各开一门，分别临龙口路、常州路、广西路。内设152间房间，另有公共厕所和公共水龙头。
市场内商铺最初以菜果鱼肉铺为主，后来逐渐新开设洋货、杂货、文具、书刊、理发等店铺及餐馆、照相馆、咖啡馆等，成为一处综合性市场，曾一度有商铺近100家。该市场周边为社会中上层人士住宅区，亦有白俄侨民，国立山东大学校园也离此不远，因此常有山大师生在此购物。市场旁边常有人力车夫拉客，作家老舍1936年在市场不远处的黄县路寓所创作小说《骆驼祥子》时，常在此与人力车夫交流。
1932年，北平中国学院毕业生孙乐文、张智忠、宁推之在青岛集资开办书店，租下东方市场北门旁一处二层店面（拆除前门牌号为广西路4号），于1933年7月开业，命名为“荒岛书店”，因青岛建城历史短、文化生活匮乏而得名，店名由中共青岛市委青年委员、青岛左联党代表乔天华题写。该书店多售卖新文化书刊，亦有部分马列主义、左翼文学著作，书店附近的国立山大、市立女中（青岛二中前身）学生常在此读书、买书，洪深、老舍、王统照、萧军、于黑丁等居住于青岛的作家也常到访此店。1934年，孙乐文、张智忠经乔天华介绍加入中国共产党，荒岛书店遂成为中共及左联在青岛的重要活动地点。1937年底，荒岛书店关闭停业。
全面抗战爆发后，因连年战乱经济凋敝，市场内商户有所减少，部分商户歇业将店铺改作住宅。1946年市场内有商号72个。1950年代，市场内尚在经营的店铺陆续合并为联营社、联销社、合作店，部分店铺合并后迁出该市场。1954年，青岛市消费合作社市南区分社在市场西侧设立零售店，后改为国营东方市场蔬菜副食品商店。此后东方市场大部分房间改为住宅。改革开放后，东方市场临街店面逐渐重新为个体商户所使用。2007年，因建筑体老化、住户生活条件恶劣，东方市场拆除。原址闲置多年后现为停车场。